# Diaspora assira
Con l'espressione di Diaspora assira ci si riferisce alle popolazioni assire (ossia di cristiani della Chiesa assira, della Chiesa ortodossa siriaca, della Chiesa cattolica sira e della Chiesa cattolica caldea) e ai loro discendenti, sparsi nel mondo, che erano emigrate dal Medio Oriente o dalle loro terre d'origine della Mesopotamia. La diaspora ebbe inizio durante la prima guerra mondiale, con l'uccisione di massa delle minoranze cristiane da parte dei Giovani Turchi. L'emigrazione dei cristiani dal Medio Oriente ebbe un'accelerazione ulteriore all'inizio degli anni ottanta del XX secolo e ancora in seguito alla Guerra al terrorismo iniziata nei primi anni del XXI secolo.

## Storia della Diaspora in vari paesi

### Unione Sovietica e Russia
Gli assiri arrivarono in Russia e in Unione Sovietica in tre diverse ondate: La prima ondata arrivò dopo il Trattato di Turkmenchay del 1828, che stabiliva il confine tra Russia e Persia. Molti assiri si trovarono improvvisamente sotto la sovranità russa e migliaia di loro parenti attraversarono il confine per riunirsi a loro.
La seconda ondata fu il risultato della repressione e delle violenze durante e dopo la prima guerra mondiale.
La terza ondata si ebbe dopo la seconda guerra mondiale, quando Mosca tentò, senza successo, la creazione della Repubblica di Mahabad, un piccolo stato satellite, sul territorio iraniano. Le truppe sovietiche si ritirarono nel 1946, e lasciarono gli assiri esposti esattamente allo stesso tipo di ritorsioni che avevano sofferto dai turchi, trent'anni prima. Perciò molti assiri trovarono rifugio in Unione Sovietica, questa volta principalmente nelle città. Dal 1937 al 1959, la popolazione Assyra in USSR crebbe del 587.3%
I Sovietici negli anni trenta contrastarono duramente la religione assira, perseguitando gli uomini di chiesa e i leader dell'etnia.
Negli ultimi anni gli assiri hanno avuto la tendenza a confondersi con gli Armeni, ma la loro identità etnica e culturale, rafforzato attraverso secoli di difficoltà, ha trovato nuova linfa vitale durante la Glasnost'.

### Belgio
Gli assiri in Belgio provenivano, come rifugiati, per lo più dalle città turche di Midyat e Mardin della regione di Tur Abdin, molti di essi appartenevano alla Chiesa ortodossa siriaca, alcuni alla Chiesa cattolica caldea. I tre insediamenti principali sono Bruxelles, Liegi e Malines, dove la comunità è spesso riuscita a far eleggere, ai consigli comunali loro rappresentanti. Lo scrittore fiammingo August Thiry ha scritto il libro Mechelen aan de Tigris ("Malines sul Tigri") che parla dei rifugiati assiro-siriaci, provenienti dal villaggio di Hassana nella Turchia sud-orientale.

### Francia
Si stima siano circa 20.000, principalmente concentrate nella Francia settentrionale, nei dintorni di Sarcelles, Gonesse e Villiers-le-Bel. Quasi tutti arrivano da alcuni villaggi della Turchia sud-orientale.

### Grecia
Ci sono cinque matrimoni assiro-cristiani registrati nella chiesa anglicana di San Paolo ad Athens, negli anni 1924-25 (le trascrizioni si possono consultare sul sito della St. Pauls Anglican Church), questo indicherebbe che l'inizio dell'arrivo dei rifugiati risalga a quel periodo. L'assenza di altri matrimoni a San Paolo, dopo questo periodo, potrebbe indicare l'arrivo di qualche prete Nestoriano ad Atene immediatamente dopo il 1925. 
I migranti assiri che arrivarono negli anni trenta, e si stabilirono nelle aree di Makronisos (oggi disabitata), Keratsini (il Pireo), Egaleo e Calamata. Oggigiorno, la maggior parte degli assiri (circa 2000) vive a Peristeri, nella periferia di Atene.

### Olanda
I primi assiri giunsero in Olanda verso il 1970 dalla Turchia; molti di loro appartenevano al rito siriaco occidentale. Oggi il numero degli assiri è stimato tra 25000 e 35000 e prevalentemente vivono nella parte orientale del paese

### Svezia
Verso la fine degli anni settanta, circa 12000 ortodossi siriaci, provenienti da Libano, Turchia e Siria arrivarono in Svezia. Essi si consideravano perseguitati per motivi religiosi, ma non hanno mai avuto lo status di rifugiati. Solo dopo parecchio tempo sono riusciti a ottenere il permesso di soggiorno per motivi umanitari.
La città di Södertälje in Svezia è considerata, ufficiosamente, la capitale assira in Europa, per l'alta percentuale di abitanti d'origine assira. I canali TV internazionali Suryoyo Sat e Suroyo TV, trasmettono proprio da questa città. Sempre a Södertälje ha sede la società calcistica dell'Assyriska.
Tra il 2005 e il 2006, tra i membri del governo svedese vi era un ministro d'origine assiro-siriaca: Ibrahim Baylan.

### Svizzera
Gli assiri in Svizzera,provengono prevalentemente dalle città turche di Midyat, Mardin, Miden e Azakh (Beth-Zabday)(Idil) nella regione del Tur Abdin, circa 1600 famiglie appartengono alla Chiesa ortodossa siriaca. La più parte vive nei cantoni di San Gallo e Argovia nella zona orientale della confederazione. Anche nel Canton Ticino, in particolare a Lugano e Locarno è presente una nuutrita comunità assira.

### Siria
Nell'ottobre 2005, l'Alto commissariato delle Nazioni Unite per i rifugiati (UNHCR), ha dichiarato che degli oltre 700.000 Iracheni che hanno trovato rifugio in Siria tra l'ottobre 2003 e il marzo 2005, il 36% erano "Iracheni Cristiani".